# Mikaben
Michael Benjamin, artísticamente conocido como Mikaben (Puerto Príncipe, 27 de junio de 1981-París, 16 de octubre de 2022), fue un cantante, compositor, guitarrista y productor haitiano.

## Biografía

### Infancia
Mikaben nació en 1981 en Puerto Príncipe. Es hijo del cantante Lionel Benjamin y creció bajo la influencia de la música.
Mikaben cantaba en criollo haitiano, francés, inglés y español. Descubrió a muy temprana edad su pasión por la música. A los 15 años ya ofreció al público su primera composición. A los 16 años decidió partir a Canadá para continuar con sus estudios. Allí siguió dedicándose a su música.

### Carrera musical
Su carrera comenzó a fines de la década de 1990 en Montreal, al ganar el primer premio en un concurso de canto organizado por Telemax con motivo de la Navidad. En 2005, se convirtió en el cantante del grupo Krezi Music que él fundó. Participó en la producción de varios títulos del grupo Carimi. En 2009, tras dejar su grupo, retomó su carrera en solitario.

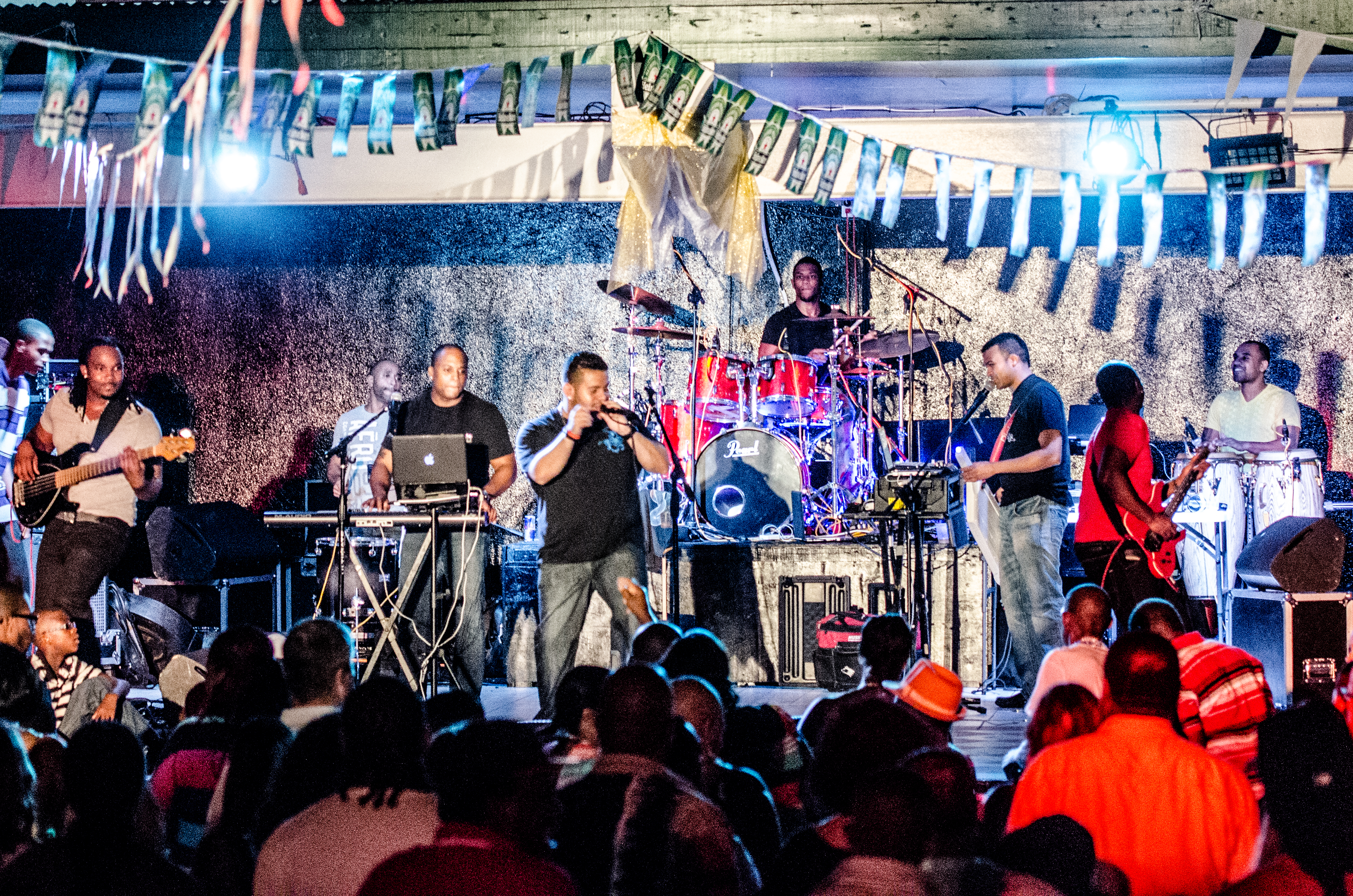
Grupo Carimi en 2013.

En 2016, estuvo acompañado por la directora de la oficina de derechos de autor de Haití, Emmelie Prophète, el artista J. Perry y su abogado, Georges Andy René, firmó un contrato de licencia y distribución con la compañía musical internacional "Warner Music France" para su música que lleva por título Ti pam y para la distribución de 4 álbumes completos.
En mayo de 2018, lanzó su cuarto álbum en solitario, MKBN, en colaboración con estrellas como Elephant Man y Kevin Little. El 28 de junio de 2018, junto a varios artistas haitianos y extranjeros como Princess Eud, Kevin, BélO, Richard Cavé, Admiral T, Esy Kennenga, Paska, Meilan, K-Dilak, Diggy Dread, Masterbrain y J. Perry, se encuentra en concierto en el Hotel El Rancho con motivo de su cumpleaños para la presentación de su cuarto disco. El festival "Nuits d'Afrique" y el festival "reggae" son 2 eventos que realmente marcan al artista. Además de su afición por la música africana, pues declara que esta última forma parte de sus raíces y como músico. Tocaba varios instrumentos, entre ellos, el piano, guitarra, bajo y batería.

### Muerte
El grupo haitiano Carimi lo invitó a celebrar el reencuentro de los integrantes tras su separación en 2016. Mikaben falleció en París el 15 de octubre de 2022 en un concierto en el Accor Arena. Durante su actuación sufrió un paro cardiaco en el escenario y se desplomó poco después a pesar de la reanimación cardiopulmonar proporcionada por los paramédicos.

### Vida privada
Michael Benjamin se casó con Vanessa Fanfan en 2020. Tienen una hija, Leïa, nacida en 2021. En agosto de 2022 anunciaron que estaban esperando a un segundo hijo en diciembre. El cantante tenía un hijo, Gaby, nacido con otra esposa.

## Discografía

### Álbum
- 2006: Haití San Manti, el primer álbum de Krezi Music

### Sencillos
- 2000: Vwayaj
- 2004: Mikhail
- 2021: Mwen pares[10]
- 2021: Fe lapli